# Río Ñora
El río Ñora es un pequeño río asturiano que transcurre íntegramente por la parroquia maliayesa asturiana de Quintueles, separando los concejos de Villaviciosa y Gijón. Desemboca en la Playa de la Ñora. 
Ñora significa noria en asturiano. Como señala Coromias, en español antes de "noria" se decía "nora". El nombre está tomado de la noria que había en el río.[cita requerida]